# 云雨增五
云雨增五（15 psc）是中国古代星官云雨的一颗增星，按照西方星座的划分，位处于双鱼座。距离地球约有310.37光年，表面温度3500-5000 K。绝对星等为1.151。